# Rhacophorus dulitensis
Rhacophorus dulitensis és una espècie de granota que es troba a Brunei, Indonèsia i Malàisia.
Està amenaçada d'extinció per la pèrdua del seu hàbitat natural.